# Stanisław Pawlak (1907–2001)
Stanisław Pawlak (ur. 3 listopada 1907 w Rzeszowie, zm. 24 kwietnia 2001) – polski ślusarz, polityk, działacz partyjny, poseł na Sejm PRL I, II kadencji. Budowniczy Polski Ludowej.

## Życiorys
Syn Jana i Marii. Był członkiem kolejno: KPP, PPR i PZPR. W 1937 aresztowany za działalność komunistyczną. Był przewodniczącym Wojewódzkiej Komisji Kontroli Partyjnej w Rzeszowie i Katowicach. W latach 1951–1953 I sekretarz Komitetu Wojewódzkiego PZPR w Kielcach. Następnie kierownik Wydziału do spraw specjalnych i Wydziału Organizacji Masowych KC PZPR (1953-1954). Od lutego 1954 do września 1955 był I sekretarzem Komitetu Warszawskiego PZPR, a następnie – do 1956 – Warszawskiego Komitetu Wojewódzkiego PZPR. W latach 1954–1959 był także członkiem Komitetu Centralnego PZPR. 
W latach 1952–1961 poseł na Sejm I i II kadencji.
Od 1959 do 1971 był prezesem Związku Zakładów Doskonalenia Zawodowego w Warszawie. W latach 1971–1980 ponownie członek Komitetu Centralnego PZPR, a w latach 1971–1981 wiceprzewodniczący Centralnej Komisji Kontroli Partyjnej. Od 1977 wchodził w skład Rady Redakcyjnej "Życia Partii". Na kongresach ZBoWiD w 1974 i 1985 powołany w skład Prezydium Rady Naczelnej ZBoWiD. 28 listopada 1988 wszedł w skład Honorowego Komitetu Obchodów 40-lecia Kongresu Zjednoczeniowego PPR – PPS – powstania PZPR.
Odznaczony m.in. Orderem Budowniczych Polski Ludowej (1974) oraz Medalem 40-lecia Polski Ludowej (1984). W marcu 1988 uchwałą Sekretariatu Komitetu Centralnego PZPR nadano mu Medal im. Ludwika Waryńskiego.
Żonaty, żona Janina Pawlak z domu Kucaba (1919-2004). Pochowany na Komunalnym Cmentarzu Południowym